# Kühbach
Kühbach település Németországban, azon belül Bajorországban. Lakosainak száma 4271 fő (2023. december 31.).

## Népesség
A település népessége az elmúlt években az alábbi módon változott:
| Lakosok száma | 672  | 756  | 2575 | 3165 | 4046 | 4143 | 4230 | 4278 | 4288 | 4271 |
|               | 1864 | 1925 | 1970 | 1987 | 2012 | 2013 | 2015 | 2017 | 2021 | 2023 |